# نورمن بل گدس
 نورمن بل گدس (انگلیسی: Norman Bel Geddes؛ ۲۷ آوریل ۱۸۹۳ – ۸ مهٔ ۱۹۵۸) یک معمار، و طراح اهل ایالات متحده آمریکا بود.